# میهای تورکه
میهای تورکه (انگلیسی: Mihai Țurcaș؛ ۱۸ نوامبر ۱۹۴۲ – ۲۴ دسامبر ۲۰۰۲) ورزشکار اهل رومانی بود.
وی در مسابقات کشوری و بین‌المللی در مجموع برندهٔ ۳ مدال طلا، ۲ مدال نقره، ۱ مدال برنز شده‌است.